# Verbena brasiliensis
Verbena brasiliensis — вид трав'янистих рослин родини Вербенові (Verbenaceae), поширений у Південній Америці.

## Опис
Однорічна або недовговічна багаторічна трав'яниста рослина висотою 0.9–2 м, вище розгалужений, від розріджено до густо запушених грубими волосками. Листки від довгасто-еліптичних до ланцетних на основі й ± лінійно-ланцетні вище, (1.5)3–14 × 0.4–4.5 см, гострі на верхівці, сидячі, жорсткі волоски на обох поверхнях, жилка вражена зверху, підвищена внизу. 
Суцвіття значно розгалужене. Приквітки ланцетні, (2.25)4–5 × 1 мм. Чашечка зелена, з пурпуровим відтінком, довжиною 2.5–3.5 мм. Віночок блакитно-пурпуровий, ліловий або фіолетовий; трубка довжиною 2.75–3.3 мм. Горішки бурі, довгасті, 1.2–1.5 мм довжиною, 0.5 мм завширшки.

## Поширення
Вид родом з Південної Америки: Аргентина, Бразилія, Болівія, Перу, Парагвай, Уругвай, Чилі; інтродукований у Мексиці, пд.-сх. Азії, сх. Австралії, Кореї, Кавказі, Іспанії, Португалії. Використовується як садова і декоративна рослина.